# در باب شور حقیقت
«در باب شور حقیقت» (آلمانی: Über das Pathos der Wahrheit) مقاله‌ای کوتاه از فریدریش نیچه است که به انگیزه فیلسوفان برای جستجوی دانش به عنوان هدفی فی‌نفسه می‌پردازد. نیچه این انگیزه را با به خود بالیدن یکی می‌داند. در این مقاله نظریه‌های مربوط به «اراده معطوف به حقیقت» مخرب را که نیچه در تبارشناسی اخلاق، فراسوی نیک و بد و حکمت شادان مورد بحث قرار می‌دهد، از پیش تداعی می‌کند.
اگرچه نیچه از فیثاغورس و امپدوکلس به‌عنوان نمونه‌ای از یک جوینده با انگیزه حقیقت بحث می‌کند، اما بیشتر جانب هراکلیتوس را می‌گیرد. او هراکلیتوس را به‌عنوان کسی که از نظر روانی از دیگران فاصله داشت، توصیف می‌کند، زیرا او از حقیقت آگاه بود در حالی که دیگران از آن بی‌خبر بودند:
«... هیچ‌کس نمی‌تواند چنین عزت نفس شاهانه‌ای، چنین اعتقاد بی‌حد و حصری را تصور کند که گویی تنها شیفته خوشبخت حقیقت است. مردانی از این دست در منظومه خود زندگی می‌کنند و آن‌جاست که باید آن‌ها را جستجو کرد... چنین موجودی ممکن است در یک معبد دورافتاده، در میان تصاویر خدایان و در [میان یک عمارت با] معماری سرد و باشکوه، قابل درک‌تر به نظر برسد.»
تمرکز نیچه بر روان‌شناسی و زندگی اجتماعی فیلسوف است و انسان‌ستیزی و انزوا را صرف نظر از هرگونه ویژگی کیهان‌شناسی، فیزیک یا معرفت‌شناسی، نتیجه انگیزه او برای رسیدن به خودِ دانش می‌داند، صرف نظر از هرگونه ویژگی کیهان‌شناسی ، فیزیک یا معرفت‌شناسی فیلسوف.
نیچه مقاله را با اشاره به نیاز به هنر در کنار دانش به پایان می‌رساند. هنر ضروری است زیرا به جامعه احساس و هدف می‌بخشد. دانش محدود است؛ برای مثال، دانش در مورد ماده و حرکت هیچ هدفی را در جهان آشکار نمی‌کند. درحالیزکه انگیزه برای دانش به خودی خود بینش‌هایی را به همراه می‌آورد که به جامعه کمک می‌کند، هنر امکان تغییر مداوم را فراهم می‌کند که می‌تواند حس هدفمندی را که یک نیاز عاطفی افراد است، تأیید کند.
«در باب شور حقیقت» در سال ۱۸۷۲ نوشته شد و قرار بود پیش‌گفتار یا مقدمه اثری باشد، اما هرگز کتابی پس از آن نوشته نشد. نیچه آن را به همراه چهار مقدمه دیگر بر کتاب‌های نانوشته گردآوری کرد و این نسخه را به‌عنوان هدیه‌ی کریسمس به کوزیما واگنر داد.